# Зонебеке
Зонебеке (на нидерландски: Zonnebeke) е селище в Северозападна Белгия, окръг Ипер на провинция Западна Фландрия. Населението му е около 11 800 души (2006).